# マイゼンハイマー錯体
マイゼンハイマー錯体（マイゼンハイマーさくたい、英: Meisenheimer complex）とは有機反応化学で扱われる反応中間体のひとつで、電子求引基を持つ芳香環に求核剤が 1:1 の比で付加して生じるアニオン。芳香族求核置換反応の SNAr 反応で中間体とされる。また、安定な塩が単離された例もある。マイゼンハイマー付加体、ジャクソン・マイゼンハイマー錯体 (Jackson-Meisenheimer complex) とも呼ばれる。

## 歴史的背景
このタイプの付加体が知られるようになったのは1900年前後である。1886年にヤノフスキ Janovski はm-ジニトロベンゼンとアルコールのアルカリ溶液を混ぜたときに鮮やかな紫色を観察した。ロブリ・デ・ブロイン（(Cornelis Adriaan) Lobry (van Troostenburg) de Bruyn）は1895年に、トリニトロベンゼンと水酸化カリウムをメタノール中で反応させたときに作られる赤色の物質を調べた。1900年にはJacksonとGazzoloは、トリニトロアニソールとナトリウムメトキシドを反応させたときに得られる生成物がキノイド構造を持つと予想した。その生成物についてヤーコプ・マイゼンハイマー（Jakob Meisenheimer）は1902年、酸を加えるともとの基質に戻ることを見出した。
上式のように、3個の電子求引基によりマイゼンハイマー錯体の負電荷は非局在化し安定となる。

## 双性イオン
電子不足のベンゼン環を持つ4,6-ジニトロベンゾフロキサンは電子豊富な1,3,5-トリス(N-ピロリジニル)ベンゼンと反応し、Meisenheimer-Wheland錯体というべき双性イオンの付加体を得た。この付加体はNMRにより同定した。 